# سفارة كازاخستان في كندا
سفارة كازاخستان في كندا هي أرفع تمثيل دبلوماسي لدولة كازاخستان لدى كندا. تقع السفارة في أوتاوا وهي تهدف لتعزيز المصالح الكازاخستانية في كندا.

## وصلات خارجية
- الموقع الرسمي
- قائمة سفارات كازاخستان
- قائمة السفارات في كندا